# 卡柳日涅
49°17′34″N 35°58′59″E / 49.29278°N 35.98306°E
卡柳日涅（烏克蘭語：Калюжине），是烏克蘭東部的村莊，隸屬哈爾科夫州的別列斯京區。該村始建於1816年，面積1.33平方公里，海拔高度188米，2001年人口303，人口密度每平方公里228.9人。